# Selim al II-lea
Selim al II-lea (în turca otomană: سليم ثانى, Selīm-i sānī, numit mai târziu Sarı Selim, „Selim blondul”, sau Sarhoş Selim, „Selim bețivul”; n. 30 mai 1524, Constantinopol, Imperiul Otoman – d. 13 decembrie 1574, Constantinopol, Imperiul Otoman) a fost cel de-al unsprezecelea sultan al Imperiului Otoman între anii 1566-1574 și al 90-lea calif.
Părinții săi erau Soliman I (1494-1566) și sultana Hürrem (1506-1558), aceasta nefiind de origine turcă ci provenind din sudul Ucrainei.
Mulți conducători de state au spus că odată cu urcarea lui Selim al II-lea pe tronul Imperiului Otoman va scădea puterea acestuia.
După moartea sultanului Soliman I puterea în stat i-a revenit Marelui Vizir, Sokollu Mehmed Pașa (1505-1579). Mehmed Sokollu era interesat să mărească întinderea Imperiului Otoman, fiind sprijinit în acest sens de însuși sultanul Selim al II-lea.

## Căsătoria
În anul 1545, Selim al II-lea s-a căsătorit în Konya cu Nurbanu, o aristocrată venețiană, pe nume Cecilia Venier Baffo, care, fiind copil, a fost răpită și înrobită de pirați.
Nurbanu a fost mama următorului sultan, Murad al III-lea (1546-1595); mai târziu a devenit Valide Sultan (sultana mamă). Este considerată ca fiind a doua Valide Sultan, din „Sultanatul Femeilor”, care a condus Imperiul Otoman, după Sultana Hürrem, mama lui Selim al II-lea.

## Harem

### Consoarte
- Nurbanu Sultan, Haseki Sultan și apoi șotia legală a lui Selim al II-lea.Aceasta a fost consoarta lui preferată.
- Emine Hatun
- Selimiye Hatun
- Esma Hatun
- Nuray Hatun
- Neylan Hatun
- Leyla Hatun

### Copii
- Șah Sultan ( c. 1544 –  3 November 1580) cu Nurbanu Sultan
- Gevherhan Sultan (1544/1545 - c. 1624) cu Nurbanu Sultan
- Ismihan Sultan (1545 – 8 August 1585) cu Nurbanu Sultan
- Esmehan Sultan (1545 – d. 8 august 1585) cu Nurbanu Sultan
- Fatma Sultan (c. 1558 – Octobrie 1580) cu Nurbanu Sultan
- Murad III ( 4 Iulie 1546 – 15 Ianuarie 1595) cu Nurbanu Sultan, a devenit sultan dupa moartea tatălui său.
- Șehzade Mehmed (1571 –  1572)
- Șehzade Süleyman ( 1571 – 22 Decembrie 1574)
- Șehzade Abdüllah (1571 –  22 Decembrie 1574) cuSelimiye Hatun
- .Șehzade Ali ( 1572 – 1572)
- Șehzade Osman ( 1573 –  22 Decembrie 1574, )
- Șehzade Cihangir ( 1574 – 22 Decembrie  1574).

## Moartea

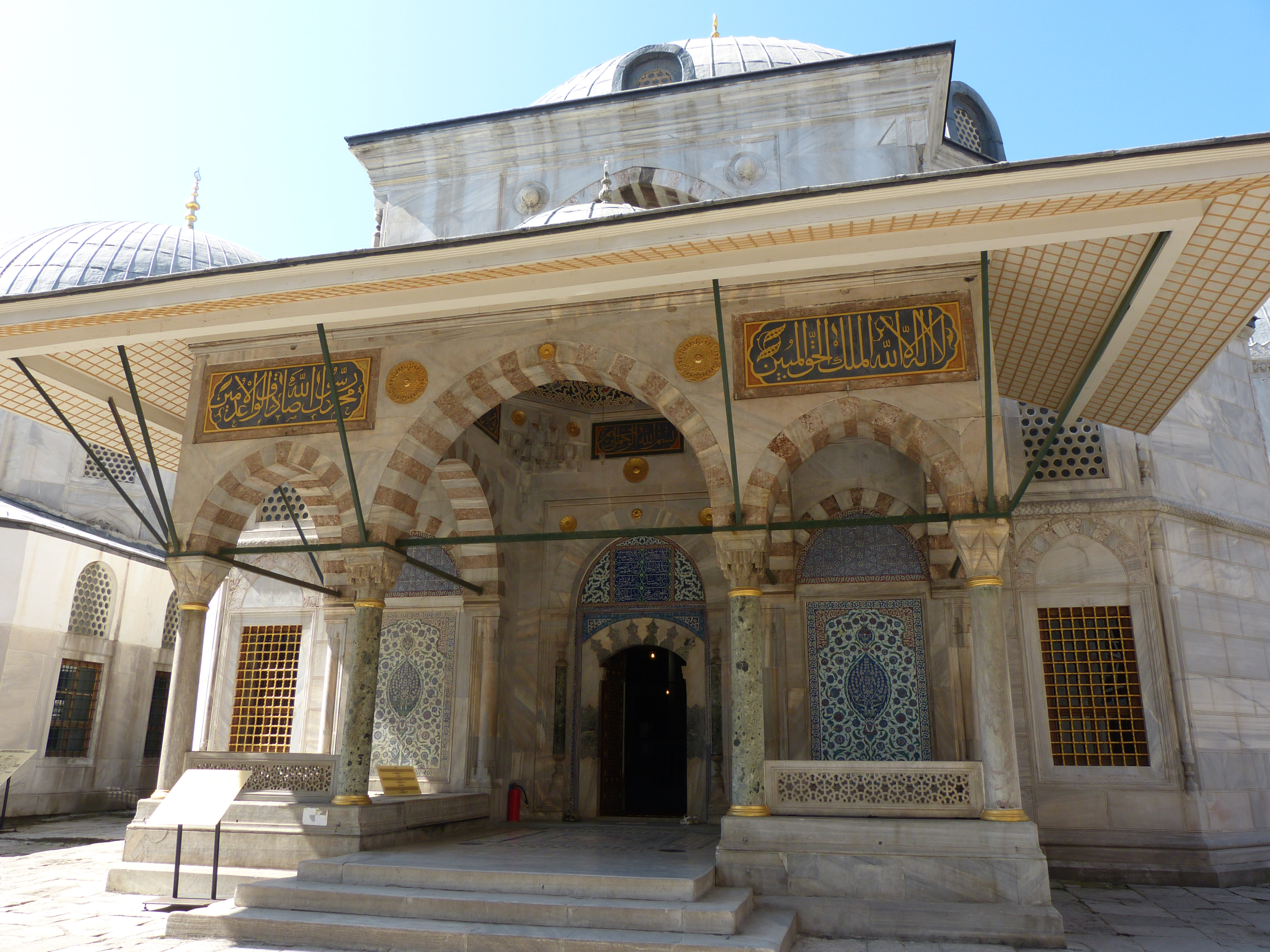
Mormântul sultanului Selim al II-lea

Moartea lui Selim a survenit în urma unei lovituri la cap în baia imperială a Palatului Topkapi; s-a afirmat de către contemporani că acesta ar fi fost amețit de aburii alcoolului.
După moartea lui Selim, în anul 1574, pe tronul Imperiului Otoman a urcat fiul său, Murad al III-lea.